# ФАМУ
ФАМУ је филмска и ТВ школа Академије уметности у Прагу, Чешка Република. Основана је 1947. године, и једна је од најстаријих и најпрестижнијих филмских школа у Европи. Смештена је у културној знаменитости, дворцу Лазански, у центру Прага и игра важну улогу у чешкој културној историји у последњих 60 година.

## Познати студенти
- Емир Кустурица
- Милош Форман
- Рајко Грлић
- Милан Кундера
- Агњешка Холанд
- Горан Марковић
- Јаромил Јиреш
- Јиржи Менцл
- Зоран Ђорђевић
- Горан Паскаљевић
- Лордан Зафрановић
- Срђан Карановић
- Андрија Зафрановић
- Игор Спасов